# Madagascar aux Jeux olympiques d'été de 2012
Madagascar participe aux Jeux olympiques d'été de 2012 à Londres au Royaume-Uni du 27 juillet au 12 août 2012. Il s'agit de sa 12e participation à des Jeux d'été.

## Athlétisme
Hommes
| Athlète  | Épreuve          | Séries   | Séries | Quarts de finale | Quarts de finale | Demi-finales | Demi-finales | Finale   | Finale |
| Athlète  | Épreuve          | Résultat | Rang   | Résultat         | Rang             | Résultat     | Rang         | Résultat | Rang   |
| -------- | ---------------- | -------- | ------ | ---------------- | ---------------- | ------------ | ------------ | -------- | ------ |
| Kame Ali | 110 mètres haies |          |        |                  |                  |              |              |          |        |

Femmes
| Athlète             | Épreuve     | Séries   | Séries | Quarts de finale | Quarts de finale | Demi-finales | Demi-finales | Finale   | Finale |
| Athlète             | Épreuve     | Résultat | Rang   | Résultat         | Rang             | Résultat     | Rang         | Résultat | Rang   |
| ------------------- | ----------- | -------- | ------ | ---------------- | ---------------- | ------------ | ------------ | -------- | ------ |
| Eliane Saholinirina | 1500 mètres | 4:19.46  | 41     | NC               | NC               | -            | -            | -        | -      |

## Judo
| Fetra Ratsimiziva | Moins de 81 kg hommes | Battu par Lucenti | NC |

## Haltérophilie
Madagascar a obtenu une place.
- Épreuve féminine – 1 place

| Rang | Athlète                   | Groupe | Poids | Arraché (kg) | Arraché (kg) | Arraché (kg) | Arraché (kg) | Épaulé-jeté (kg) | Épaulé-jeté (kg) | Épaulé-jeté (kg) | Épaulé-jeté (kg) | Total |
| Rang | Athlète                   | Groupe | Poids | 1            | 2            | 3            | Résultat     | 1                | 2                | 3                | Résultat         | Total |
| ---- | ------------------------- | ------ | ----- | ------------ | ------------ | ------------ | ------------ | ---------------- | ---------------- | ---------------- | ---------------- | ----- |
| 12   | Nathalia Rakotondramanana | A      | 48    | 55           | 55           | 60           | 55           | 75               | 80               | 82               | 80               | 135   |

## Lutte
Madagascar a obtenu une place.
Lutte libre femmes
| Athlète                     | Épreuve        | Qualification       | 8e de finale        | Quart de finale     | Demi-finale         | Repêchage 1         | Repêchage 2         | Finale              | Finale |
| Athlète                     | Épreuve        | Adversaire Résultat | Adversaire Résultat | Adversaire Résultat | Adversaire Résultat | Adversaire Résultat | Adversaire Résultat | Adversaire Résultat | Rang   |
| --------------------------- | -------------- | ------------------- | ------------------- | ------------------- | ------------------- | ------------------- | ------------------- | ------------------- | ------ |
| Josiane Patricia Soloniaina | Moins de 72 kg |                     |                     |                     |                     |                     |                     |                     |        |

## Natation
Madagascar a obtenu 2 places.
| Athlète               | Épreuve      | Séries | Séries | Demi-finales | Demi-finales | Finale | Finale |
| Athlète               | Épreuve      | Temps  | Rang   | Temps        | Rang         | Temps  | Rang   |
| --------------------- | ------------ | ------ | ------ | ------------ | ------------ | ------ | ------ |
| Tsilavina Ramanantsoa | 200 m brasse | DSQ    | -      | -            | -            | -      | -      |

| Athlète             | Épreuve          | Séries  | Séries | Demi-finales | Demi-finales | Finale | Finale |
| Athlète             | Épreuve          | Temps   | Rang   | Temps        | Rang         | Temps  | Rang   |
| ------------------- | ---------------- | ------- | ------ | ------------ | ------------ | ------ | ------ |
| Aina Fils Rabetsara | 100 m nage libre | 1:02.39 | 43     | -            | -            | -      | -      |